# Mordechai Pogramansky
Mordechai Pogramansky (1904? à Tauragė, Lituanie - 1950 en Suisse) est un rabbin orthodoxe non consistorial français, né en Lituanie, un disciple de Israël de Salant, connu comme le Tavrigger ou Telzer Gaon (« génie de Tavrig » ou « de Telz »), passé à l'Ouest clandestinement après la Seconde Guerre mondiale et qui vécut en France de 1945 à 1948.

## Éléments biographiques
Il est né à Tauragė (Tavrig) en Lituanie en 1904.

### La découverte d'un génie

#### Kelmė(Kelm)
C'est le rabbin Elya Lopian (1876-1970) qui discerne le grand potentiel de Mordechai Pogramansky et le confie au rabbin Michel Dovid Slapobersky pour son éducation de base.
Le rabbin Ephraim Oshry (1995) raconte comment le rabbin Lopian avait découvert le jeune Mordechai Pogramansky:
"Rav Eliyohu Lopian, le grand maître du mussar, un jour me dit comment il avait découvert Rav Mottel Pogramansky. Après la Première Guerre mondiale, Rav Lopian voyageait de ville en ville en Lituanie encourageant les Juifs à rester fidèles au Judaïsme, à étudier la Torah, et à éduquer leurs enfants dans la voie de la Torah. Il passait deux à trois jours dans une communauté et enseignait deux à trois heures chaque jour. Sa voix convaincante et son ton passionné captivaient les cœurs des masses. Simultanément, il cherchait des anciens élèves et d'autres jeunes garçons dans chaque ville qui aimeraient reprendre ou débuter leurs études de la Torah dans sa yechiva (école secondaire) à Kelm.
À la suite d'un cours édifiant durant une visite dans la ville de Tavrig, Rav Lopian est abordé par un jeune garçon qui lui dit qu'il est très intéressé à visiter sa yechiva. Ce garçon, Mordechai Pogramansky, âgé de 14 ans, n'avait jamais étudié le Talmud. Bien que son grand-père, Rav Chayim Yanover, ait été réputé à travers toute la Lituanie comme un génie, les parents de Mordechai étaient modernes et il était un élève dans une école secondaire [publique].
Rav Lopian, impressionné par l'intelligence évidente de Mordechai à laquelle s'ajoutait son intérêt sincère dans l'étude de la Torah, accepta de le prendre avec lui à Kelm. Mais le jeune garçon ajouta une condition. Il était déjà un tel marchand prospère qu'il avait même obtenu un permis d'importation des Allemands et vendait de la peinture en gros, donc il ne pouvait pas se permettre de rester à Kelm très longtemps.
Rav Lopian donne son accord et retourne à Kelm avec Mordechai. Il met en contact Mordechai avec de nombreux étudiants plus âgés et fait en sorte qu'ils l'aident pour qu'il soit en mesure de suivre le premier niveau de cours de Talmud. Chacun de ces étudiants prépare quelques lignes de Talmud avec lui. Avec son esprit brillant, il saisit avec facilité tout ce qui lui est enseigné, et dans l'espace de quelques jours, poussait de l'avant de lui-même. Malgré la pression de rentrer chez lui avec ses clients réguliers, il reste à Kelm pendant quelques semaines. Il retourne ensuite chez lui à Tavrig et perd contact avec Rav Lopian.
Rav Lopian n'abandonne pas, et voyage jusqu'à Tavrig pour le faire revenir. Cette fois-ci il réussit à convaincre le jeune garçon d'abondonner son commerce et il le ramène à la yechiva pour y rester. Le jeune Pogramansky utilise son intelligence supérieure dans l'étude de la Torah, et établit une réputation comme l'iluy [Génie] de Tavrig."

#### Telšiai(Telz)
Selon Oshry (1995):
"En l'espace de deux ans il [Mordechai Pogramansky] avait maîtrisé ce que Kelm pouvait lui offrir, et il continue de l'avant à la Yechiva de Telshe. Là il grandit dans la connaissance de la Torah et dans le service de Dieu, et devient connu comme le saint génie."

#### Célébrité
Selon Friedenson & Kranzler (1969):
"Dans sa jeunesse, le rabbin Pogramansky est devenu célèbre dans le monde de la Torah de Lituanie, à la fois pour son érudition prodigieuse de la Torah et pour son 'tzidkus'. Ses vastes connaissances dans virtuellement tous les domaines de la Torah et ses profondes perspicacités dans le 'Moussar' (Éthique Juive) et la philosophie lui ont valu l'admiration et une grande estime dans tous les cercles de la Torah. A un très jeune âge il est devenu un ami proche de grandes personnalités de la Torah telles que le Rabbin de Ponovez (Panevėžys), le rabbin Joseph Kahaneman; le rabbin de Kovno, Avrohom Shapiro; le rabbin de Telz, le rabbin Avrohom Yitzchok Bloch; et d'autres dignitaires de la Torah."

### Comment devenirRosh Yeshivade Telz?
Mordechai Pogramansky avait tout pour devenir Rosh Yeshiva à Telz (la Yechiva de Telshe). Le seul problème, comme l'explique Rivka Teitz Blau (2001), était pour devenir Rosh Yeshiva à Telz il fallait soit être un fils ou un gendre d'un Rosh Yeshiva de Telz, et Pogramansky était ni l'un ni l'autre:
"Pinchas [Teitz]devint un ami proche de R. [Rav] Mordekhai Pogramansky, qui serait devenu un rosh yeshiva à Telz pour son intelligence supérieure dans la Torah et dans tous les domaines du savoir, mais les filles de la famille dynastique de l'École [École talmudique ou yechiva] étaient toutes mariées. Quand R. Mordekhai rendait visite à Mir, Slobodka et dans d'autres yeshivos, les étudiants l'entouraient pour lui poser des questions, dès qu'ils l'apercevaient à la porte du beit midrash , ils l'entouraient. Il était particulièrement efficace avec ceux qui avaient des doutes philosophiques."

### Il convainc sa sœur
Selon Rivka Teitz Blau (2001) :
"Comme beaucoup d'autres jeunes personnes idéalistiques des années 1920, la sœur du R. Mordekhai était persuadée que le communisme allait résoudre les inégalités entre riches et pauvres. Il lui demanda de participer à deux séances par semaine où elle pourrait présenter ses arguments et lui les siens. Il invita Pinchas [Teitz], qui se souvient du haut niveau de la discussion, à un de ces débats. À la fin, elle renonce au communisme."

### Heide, enBelgique
Selon Friedenson & Kranzler (1969) :
"Deux ans avant la Seconde Guerre mondiale [i.e. en 1937], le rabbin Pogramanskky devint un des leaders spirituels de la yechiva de Heide, en Belgique, où il a eu une grande influence et simultanément s'est fait apprecié de la Communauté juive orthodoxe de Belgique. Parmi ses admirateurs se trouvaient le Rabbin d'Anvers, le rabbin Mordechai Rottenberg (père de Recha Sternbuch), et toute sa famille."

### Leghetto de Kovno
Selon Friedenson & Kranzler (1999) :
"Peu avant le déclenchement de la Guerre [Seconde Guerre mondiale], le rabbin Pogramansky est retourné en Lituanie pour une visite, et passa les terribles années de la guerre dans le ghetto de Kovno. Là, il joua un rôle important pour maintenir le moral des habitants du ghetto, particulièremennt les jeunes érudits de la Torah provenant des différentes yeshivos de Lituanie. Dans le Beis Hamidrash clandestin du ghetto de Kovno, il donnait souvent des cours de Torah, aidant à remonter le moral. Jusqu'à aujourd'hui, il y a de nombreuses histoires légendaires qui circulent encore sur les conditions dans lesquelles il a miraculeusement survécu à la liquidation par les Allemands du ghetto de Kovno."
Oshry (1995) note:
"Un des iluyim (génies) les plus connus du monde de la Torah, Rav Mordechai (Mottel) Pogramansky de la ville de Tavrig (Tauragė), passa les années de la guerre dans le ghetto de Kovno. Il avait l'habitude de visiter Kovno fréquemment, et il s'y trouvait lorsque les Allemands ont occupé la ville. Toutefois, si vous aviez demandé aux Juifs du ghetto s'ils étaient au courant du Rav Pogramansky, la réponse aurait été, "Non." Étonnamment son nom n'a jamais figuré sur l'une des nombreuses listes compilées par les Allemands ou le conseil juif. Il n'apparait pas dans l'enregistrement pour le travail, ni dans l'enregistrement du logement, ni dans aucune compilation statistique. Il était présent mais officiellement non-existant."
Oshry (1995) donne des détails sur la vie du rabbin Pogramansky dans le ghetto:
"Dans le ghetto, Rav Pogramansky n'appréciait pas les visiteurs, car il craignait d'être découvert. Il vivait avec une famille appelée Lopiansky, qui ne pouvait lui fournir pas plus que du pain et de l'eau. Au cours de mes quelques visites à lui, je le trouvais absorbé dans ses pensées, étudiant la Torah sans aucun texte. Il partageait avec moi certaines de ses idées sur des sujets de "mussar" (Moussar) - appelés "da'as" [connaissance] à la Yechiva de Telz - qu'il avait développé avec sa propre perspective pénétrante.
J'ai toujours été ébahi qu'il ait réussi à rester caché dans le ghetto alors que tous les autres étaient obligés de s'enregistrer ou de figurer sur une liste d'une façon ou d'une autre; il était resté caché même durant la grande Akzion (Rafle) du 28 octobre 1941, le Jour Noir de Kovno, quand même les malades devaient être transportés à l'extérieur dans leurs lits, et même le Grand Rabbin de Kovno - alors qu'il était âgé et malade - avait du paraitre dans la place principale. Même mon Rebbi, Rav Avrohom Grodzensky, âgé et boitant, ne pouvait éviter de paraitre malgré le risque d'être sélectionné pour la mort.
Pourtant Rav Pogramansky n'était pas visible. Il réussit à passer toutes ses journées et nuits dans l'étude. Je ne sais pas comment il a pu le faire. Mais il a dû avoir de la protection Divine, car il a survécu. Jour et nuit, on m'a dit, il étudiait sans texte, était toujours absorbé, et jamais engagé dans une conversation. Il survécu aussi dans le bloc C, et fut libéré par les Russes. Lui aussi était un membre de la nouvelle communauté de Kovno. Au kloiz de Hoizman, il parlait chaque Shabbos à sholosh seudos.
Après la libération j'ai remarqué qu'il était toujours habillé avec des loques, qu'il n'avait pas de vêtements décents. Quand des colis de secours arrivèrent via Téhéran contenant des paires de souliers et des pardessus, je m'assurais qu'il en ait immédiatement. Quand je l'ai rencontré quelques semaines plus tard, je remarquais qu'il portait toujours les vêtements en loques. Je lui demandais alors, "Pourquoi ne portez vous pas les nouveaux vêtements?"
Il répondit, "J'ai une question pour vous. Est-ce possible que les vêtements qui nous ont été envoyés ont été achetés avec de l'argent qui venait de ceux qui transgressent le Shabbos?"
Il était à ce point scrupuleux dans son service de Dieu."
Les Allemands évacuent le 8 juillet 1944 le ghetto de Kovno. L'Armée rouge libère Kovno le 1er août 1944. Sur les 40,000 personnes enfermées dans le ghetto de Kovno, seules environ 500 réussirent à s'échapper.

### Le passage à l'Ouest
Recha Sternbuch (1905- 1971) organisa le sauvetage de nombreux juifs durant la Seconde Guerre mondiale.
Selon Friedenson & Kranzler (1999):
"La profonde admiration et vénération de Recha Sternbuch pour les sages de la Torah, particulièrement pour ceux qui se distinguaient par leur tzidkus (piété) se reflète dans le soin particulier qu'elle prodigua à un des rares survivants connus des grands sages de la Torah de Lituanie, le rabbin Mordechai Pogramansky, connu dans le monde de la yechiva comme "Reb Motel" de Telz."
Friedenson & Kranzler (1999) détaillent les circonstances du départ clandestin vers l'Europe de l'Ouest du rabbin Pogramansky:
"À la fin de 1945, lorsque la Lituanie est devenue une république soviétique, faisant partie de l'U.R.S.S., le rabbin Pogramansky atteint clandestinement la Pologne. Lorsque Recha Sternbuch arrive en Pologne et apprend la présence du rabbin Pogramansky, elle le contacte immédiatement et fait des efforts particuliers pour le faire sortir de Pologne. Le secret était d'une grande importance, car le rabbin Pogramansky ne possédait aucun document d'identification polonais. De fait, il était en grand danger, car il était un fugitif de l'U.R.S.S. Avec l'aide de Recha Sternbuch il est transféré clandestinement hors de Pologne vers la Tchécoslovaquie dans une voiture spéciale, et ensuite amené en France, où il s'établit temporairement à la Yechiva de Bailly. À cet endroit il devient immédiatement le guide spirituel non officiel de tous les érudits de la Torah réfugiés."

### Aix-les-Bains
Recha Sterbuch fit venir le rabbin Mordechai Pogramansky pour éduquer les enseignants d'environ 250 jeunes enfants orphelins de la guerre à l'Hôtel Bensite d'Aix-les-Bains, devenu un home d'enfants.
Shifra Yudasin témoigne:
"[...]Recha Sterbuch tenait beaucoup à engager les meilleurs enseignants et éducateurs pour inculquer dans ces jeunes cœurs un amour de la Torah et des Mitzvots...et elle insistait pour que nos éducateurs assistent aux conférences de la grande autorité de la Torah, le rabbin Mordechai Pogramansky, qu'elle avait elle-même fait venir à Aix-les-Bains. Elle nous conseillait aussi de consulter le rabbin Pogramansky au sujet de tous nos problèmes éducatifs."

### Le mariage
La belle-sœur de Recha Sternbuch, Gutta Sternbuch raconte:
"J'ai rencontré une belle jeune femme, dont le nom je ne me souviens plus, qui demeurait dans l'appartement de Recha à Aix-les-Bains. Elle était une diplômée de Bais Yaakov comme moi-même.
Recha me raconta que cette jeune fille avait échappé aux Nazis avec une autre jeune fille durant une marche forcée. Courant dans la campagne, elles voient une énorme meule de foin. Elles creusent un trou dans la paille et se glissent dedans, mais c'est chaud et suffocant, et avec leurs dernières forces elles creusent un étroit passage d'air. Allongées là, elles prient et récitent des Tehillim (Livre des Psaumes).
Quelque temps plus tard, elles entendent le son de voix russes. Les jeunes filles tremblent d'une peur silencieuse. C'était bien connu que les soldats russes étaient des barbares. Malheureusement, les meules de foin hurlent pratiquement que ce sont des cachettes et c'est presque certain que les soldats vont vérifier celle-ci pour des évadés. Cette jeune fille fait le vœu que si les russes ne lèvent pas la main sur elle, elle prendra pour époux un talmid chacham. Les russes plongent leurs bayonettes dans la paille, mais ne trouvent rien et continuent leur chemin. Les jeunes filles restent dans la meule de foin jusqu'au soir, quand elles émergent, elles sont tellement épuisées qu'elles ont du mal à se tenir debout.
Après la guerre, elles sont internées dans un camp de personnes déplacées (DP) Allemand, et de là, bien que sans argent, elles réussissent à passer la frontière et à venir à Aix-les-Bains. Plus tard, avec l'aide de Recha, la jeune fille tient sa promesse et se marie avec le rabbin Mordechai Pogramansky, un important érudit de la Torah."

### Versailles
Le rabbin Mordechai Pogramansky une fois marié quitte Aix-les-Bains et s'établit à Versailles, où il dirige une Yechivah.
Selon Friendenson & Kranzler (1999):
"Peu de temps après, le rabbin Mordechai Pogramansky devient gravement malade. Les Sternbuchs le font venir en Suisse et pendant plus d'un an, avec Monsieur Wolf Rosengarten, font tous les efforts, pour sauver sa vie. Recha Sternbuch l'amène d'un hôpital à l'autre, et mobilise les médecins les plus réputés d'Europe. Selon la veuve du rabbin Pogramansky, "C'est tout à fait impossible de décrire leurs efforts, pendant plus d'un an, pour le soutenir."

### Les derniers jours
Le rabbin Moshe Sternbuch raconte avoir vu le rabbin Mordechai Pogramansky au cours des derniers jours de sa vie. Le rabbin Pogramansky avait un cancer de l'estomac, était aveugle et souffrait de douleurs intolérables. Pourtant, il ne se plaignait pas. Tout ce qu'il demandait c'est que Dieu l'aide à payer toutes ses dettes en ce monde, et qu'il puisse arriver pur dans l'autre monde.
A son décès, en Suisse, le rabbin Pogramansky a environ 45 ans.
Ce sont les Sternbuchs qui s'occupent du transfert en Israël de la dépouille du rabbin Pogramansky. Le Hazon Ish et d'autres dignitaires de la Torah assistent aux funérailles à Bnei Brak.
La jeune veuve du rabbin Pogramansky continue d'habiter chez les Sternbuchs pour plus d'une année.

## Son influence

### Le rabbin Mordechai Pogramansky et le rabbin Mordechai Gifter
Mordechai Pogramansky aura une grande influence sur le futur Rosh Yeshiva de Telz, Mordechai Gifter (1915-2001). Mordechai Pogramansky rendait souvent visite à Telz. Dans ces occasions, Modechai Gifter organisait des sessions d'études de la Torah et de Moussar incluant les élèves les plus brillants de la yechiva. Le rabbin Gifter racontait qu'il avait eu le mérite de servir le rabbin Pogramansky comme aide. Ils entretiennent une correspondance importante.
Quand Mordechai Gifter quitte Telz en 1939, pensant y retourner, le rabbin Mordechai Pogramansky lui conseille d'aller étudier avec le Rabbin de Brisk (Brest-Litovsk), le rabbin Yitzchok Zev Soloveitchik (1886-1959).

## Pensées de Mordechai Pogramansky
- Parabole:

"Un homme négligé visite Le Louvre avec un groupe de touristes. Alors qu'ils examinent les œuvres de Rembrandt cet homme crie "Yaourt!". Les autres pensent qu'il est cinglé. Mais il dit à nouveau "Pour moi cela ressemble à du yaourt".
Puis ils passent devant Mona Lisa. De nouveau, il crie "Yaourt!" Une personne avisée qui l'entend demande: "Puis-je examiner vos lunettes."
Il lui tend ses lunettes. "Qu'avez-vous pris pour le petit déjeuner ce matin?" il demande.
'Un peu de céréale et du yaourt," il répond.
La personne avisée glousse. "Regardez vos lunettes! Elles sont parsemées de yaourt! Rien d'étonnant donc que tout vous apparait comme du yaourt!"